# ذى راشد (حبيش)
ذى راشد هي إحدى قرى عزلة العارضة بمديرية حبيش التابعة لمحافظة إب، بلغ تعداد سكانها 156 نسمة حسب تعداد اليمن لعام 2004.

## المحلات التابعة للقرية
بقالة مهيوب الجبري
مجمع الفاطمي التجاري
|تاريخ=أكتوبر 2016}}